# Wierzbno (Ostrów Wielkopolski, Gran Polonia)
Wierzbno es un pueblo en el municipio Odolanów, parte del distrito de Ostrów Wielkopolski, voivodato de Gran Polonia, en el centro oeste de Polonia. Se encuentra aproximadamente a 8 kilómetros al norte de Odolanów, a 5 kilómetros al oeste de Ostrów Wielkopolski, y a 99 kilómetros al sureste de la capital regional Poznań.